# Opération Aube naissante
L'opération Aube naissante est le nom donné par l'armée israélienne à sa campagne de bombardements sur la bande de Gaza du 5 au 7 août 2022.
Ces bombardements, qui visaient en particulier à tuer Tayseer Jabari, chef militaire du mouvement du Jihad islamique en Palestine,, ont fait au moins 44 morts, dont 19 enfants.

## Contexte
Les tensions ont été vives dans les jours qui ont précédé l'opération après l'arrestation du chef du Jihad islamique en Cisjordanie. Des routes ont été fermées dans le sud d’Israël près du mur frontalier à Gaza et des renforts ont été envoyés vers le Sud après des menaces d'attaques depuis ce territoire.
Il s’agit de la cinquième guerre menée depuis 2008 par Israël contre la bande de Gaza. Pour la première fois, Israël a concentré ses frappes sur le Jihad islamique palestinien (JIP). Israël a longtemps considéré le Hamas comme responsable des roquettes tirées par d’autres factions depuis la bande de Gaza, ciblant régulièrement les combattants des Brigades Al-Qassam pour des actions menées par d’autres, notamment le Jihad islamique. Régulièrement, Israël instrumentalise les relations entre ces deux mouvements en assassinant les dirigeants du Jihad islamique (en 2011 et en 2019) pour tester la réaction du Hamas.

## Déroulement
Le 1er août 2022, Israël arrête le chef du Jihad islamique palestinien en Cisjordanie, Bassem Saadi. Après que le ministre de la Défense, Benny Gantz, a averti le mouvement palestinien qu’Israël prendrait des mesures si le mouvement palestinien ne revenait pas sur ses intentions de mener des attaques contre le pays, Israël lance « préventivement » le 5 août l'opération Aube naissante avec les objectifs de frapper les infrastructures du groupe armé dans la bande de Gaza et d'en éliminer les hauts cadres. Tayseer Jabari (en), le chef militaire du mouvement du Jihad islamique en Palestine est tué dès le 5 août,. Pour y parvenir, les Israéliens ont lancé sept bombes de petit diamètre contre l'immeuble où il se trouvait, tuant cinq personnes et en blessant une quarantaine d’autres.
Pendant l'opération contre le Jihad islamique, une riposte a eu lieu contre Israël, avec l'envoi de centaines de projectiles depuis Gaza, des roquettes et obus de mortier, sans faire de mort mais en faisant deux blessés ,. Ces roquettes, de confection artisanale, ont été interceptées à 97 % par la défense aérienne d’Israël.
Le 7 août peu avant minuit entre en vigueur un cessez-le-feu négocié sous les auspices de l'Égypte dont le président Abdel Fattah al-Sissi est remercié par le Premier ministre israélien Yair Lapid le jour même. Les Israéliens affirment avoir tué de nombreux hauts responsables du Jihad islamique palestinien. 
Le ministère de la Santé de Gaza déclare qu’au moins 44 Palestiniens ont été tués, dont 17 enfants. L'armée israélienne présente une vidéo censée prouvée que les sept personnes tuées à Jabaliya le 6 août, dont cinq enfants, avaient été tuées par une roquette du Jihad islamique. Toutefois, d’après le quotidien israélien Haaretz, qui s’appuie sur des sources militaires, une enquête interne de l’armée israélienne a conclu à la responsabilité de Tsahal dans la mort des cinq enfants,. 
Le Jihad islamique reconnaît la mort de 12 des membres de sa branche armée dont deux de ses principaux commandants à Gaza. Tsahal indique que le Jihad a lancé environ 1 100 roquettes vers Israël du 5 au 7 août 2022 dont certaines sont tombées dans la bande de Gaza et non en Israël ; environ 300 ont été interceptées par le Dôme de fer. Les autres roquettes sont tombées dans des zones non habitées.
La presse israélienne et la presse internationale notent la non-intervention du Hamas dans cet affrontement. Pour David Horovitz dans le Times of Israel, les responsables israéliens pensent que le Hamas a choisi de ne pas s'impliquer dans ce conflit parce qu’il en a été dissuadé par l'opération Gardiens des murailles de 2021 et aussi parce qu'il ne veut pas perdre les 14 000 permis de travail que le gouvernement israélien a fournis aux Gazaouis. Pour Clothilde Mraffko, correspondante à Jérusalem du Monde, c'est parce qu'Israël a un peu desserré le blocus strict qu’il impose à l’enclave et parce que le Hamas cherche à ménager les quelque 2,3 millions de Gazaouis, encore traumatisés par la Guerre israélo-palestinienne de 2021.
Les Etats-Unis ont insisté fermement, dès le début de l’offensive, sur le « droit d’Israël à se défendre », bien que l'armée israélienne soit à l'initiative du déclenchement des hostilités. 